# Bionoblatta
Bionoblatta es un género de insectos blatodeos (cucarachas) de la familia Blaberidae, subfamilia Blaberinae. 
Cuatro especies pertenecen a este género:
- Bionoblatta diabolus Saussure, 1864
- Bionoblatta itatiayae Miranda Ribeiro, 1936
- Bionoblatta mastrucata Rehn, 1937
- Bionoblatta oiticicai Rocha e Silva, 1957

## Otras denominaciones
El género Bionoblatta fue originalmente denominado Bion por Rehn en 1937. No debe confundirse este sinónimo con el género homónimo de arañas Bion, identificado por Cambridge en 1898.